# Dallas Stars
O Dallas Stars é uma equipe de Hóquei no Gelo que disputa a National Hockey League, sediada em Dallas, Texas. Fundada em 1967 como Minnesota North Stars, o time se mudou para o Texas em 1993, conseguindo seis anos depois um título da Copa Stanley.

## História da Franquia

### 1967-1993: Os Anos em Minnesota
Em 1966, em meio à expansão da NHL que dobraria seu número de times para doze no ano seguinte, um grupo de nove empresários de Minnesota, liderados por Walter Bush, Jr. e John Driscoll, conseguiu um time para a área de Minneapolis-Saint Paul. Após um concurso para batizar a equipe, o time foi batizado North Stars, a partir do lema do estado, "L'Étoile du Nord" (francês para "A Estrela do Norte"). No mesmo ano começaram a construir uma arena para o time em um subúrbio de Minneapolis, Bloomington.
O Minnesota North Stars começou a jogar em 1967, no recém-inaugurado Met Center.  Inicialmente bem sucedido tanto sobre o gelo, como fora dele, o North Stars foi vítimas de problemas financeiros depois de várias temporadas ruins, em meados dos anos 1970.
Em 1978, o North Stars foi adquiridos pelos proprietários do Cleveland Barons (anteriormente conhecido como California Golden Seals), os irmãos Gund, George III e Gordon, e a NHL permitiram a fusão das duas franquias. Após a fusão manteve-se o nome Minnesota North Stars, mas assumindo o lugar do Barons na Divisão Adams. A fusão trouxe com ela um número de jogadores talentosos, e o North Stars foi revivido, fazendo a final da Stanley Cup em 1981, onde perdeu em cinco jogos para o New York Islanders. No entanto, ao início da década de 1990, problemas financeiros levaram os donos a pedir permissão para se deslocar para a Área da baía de São Francisco em 1990. A NHL rejeitou o pedido, em vez disso concordaram dar os irmãos Gund uma franquia de expansão na região. Os Gunds então venderam o North Stars a um grupo de investidores de São Francisco que queriam um time da NHL em 1990, para em seguida fundarem o San Jose Sharks. Um dos executivos da Califórnia, Norman Green, eventualmente conseguiu o controle completo da equipe. Na temporada seguinte o Minnesota chegou à final da Stanley Cup, perdendo para o Pittsburgh Penguins. No ano seguinte o time começava a usar apenas "Stars" nas camisas, deixando fãs suspeitos de uma relocação. Mesmo com o North Stars competitivo e o Met Center renovado, ingressos continuavam em baixa. Green tentou relocar o time para Anaheim, onde um novo ginásio estava sendo construído, mas os planos foram cortados em 1992 pela conquista da The Walt Disney Company para conseguir seu time que jogaria na cidade, os Mighty Ducks of Anaheim. Em troca, a NHL permitiu à Green que se relocasse para onde quisesse.

### Mudança para Dallas

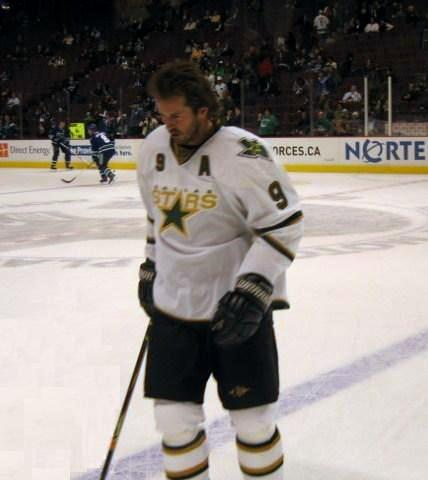
Mike Modano foi o último jogador do Minnesota North Stars ativo na NHL. Em 16 temporadas no Texas, venceu a Copa Stanley e se tornou o americano com mais gols da história da liga.

Após um período conturbado - queda na venda de ingressos, fracasso em conseguir aprovação na construção de uma nova arena ou de um termo para dividir o Target Center com o Minnesota Timberwolves, e um processo de assédio sexual contra Green - em 1993 em meio à muita controvérsia, Green obteve autorização para mover a equipe para a Reunion Arena em Dallas, Texas. A decisão tornou-o muito impopular em Minnesota. Para dar fim a polêmica, a NHL prometeu aos fãs do Minnesota uma nova franquia no futuro - e em 2000 o Minnesota Wild se estabeleceria em St. Paul.
Apesar das reservas iniciais sobre a mudança para o Texas, o rebatizado Dallas Stars obteve sucesso dentro e fora do gelo. Já no primeiro ano, o público era o dobro de Minnesota, e o time alcançou as semifinais do Oeste. Porém dificuldades financeiras de Green o fizeram vender o Stars em 1995 para Tom Hicks.
Em 1999, o Stars ganhou o Troféu dos Presidentes, como equipe de melhor campanha na temporada regular. Eventualmente o time chegou às finais contra o Buffalo Sabres, conseguindo a primeira Stanley Cup da franquia em seis jogos. O gol vitorioso de Brett Hull na segunda prorrogação do sexto jogo é controverso por Hull em tese estar dentro da área da trave.
No ano seguinte o Stars voltou a vencer o Troféu dos Presidentes como melhor time da temporada regular, e alcançou as finais novamente, desta vez perdendo para o New Jersey Devils. Na temporada 2001-02, a equipe mudou-se para a sua nova casa, o American Airlines Center.

### Pós-locaute
Em 29 de setembro de 2006, Brenden Morrow foi anunciada como novo capitão da equipe, recebendo o "C" de Mike Modano, que havia cumprido o papel desde 2003. Modano é o último grande Minnesota North Star ainda com o clube.
Em 24 de janeiro de 2007, o 55º National Hockey League All-Star Game foi realizada no American Airlines Center, o defensor Philippe Boucher e o goleiro Marty Turco representaram o Stars como parte da equipe da conferência Oeste.
Em 13 de março de 2007, Mike Modano marcou o 500º gol de sua carreira na NHL, tornando-o apenas o 39º jogador e 2º estadunidense a chegar a 500 gols. Em 17 de março de 2007, Modano marcou seu 502º e 503º gols na NHL, quebrando o recorde para um jogador estadunidense anteriormente de Joe Mullen.
O Stars qualificou-se para os playoffs após terminar a temporada regular em 6º lugar na conferência Oeste, sendo eliminado pelos Vancouver Canucks na primeira rodada dos playoffs. O goleiro Marty Turco arrancou três vitórias nos Shutout - nos jogos 2, 5 e 6 - mas o ataque dos Stars não correspondeu e eles perderam a série por 4 a 3.
Os Stars terminaram na 5ª colocação na temporada regular de 2007-08. Em 25 de Abril de 2008, pela primeira fase dos Playoffs da Stanley Cup, o Stars eliminou os então atuais campeões, do Anaheim Ducks, em seis jogos. Em 4 de Maio, o Stars finalizou com o San Jose Sharks em seis jogos, e avançou as finais da conferência Oeste, onde perdeu para o Detroit Red Wings por 4 a 2.
Desde 2008, o Stars chegou perto de se classificar algumas vezes, mas não voltou aos playoffs - com direito a perder a vaga para a segunda fase em 2011 no último jogo. No mesmo ano, Hicks declarou falência, e em um leilão o empresário de Vancouver Tom Gaglardi comprou o time por US$240 milhões.

## Informações da Equipa

### Uniforme
A logo original tinha o nome da equipe com o "A" de Stars sendo a ponta de uma estrela. Na temporada 2013-14, mudou-se para a versão atual, um grande D (apelido da cidade de Dallas) dentro de uma estrela. Os primeiros uniformes eram similares aos últimos em Minnesota, com exceção de uma logo alternativo no ombro com o desenho do estado do Texas. Na temporada de 1998-99 introduziu-se um terceiro uniforme com um padrão similar a de uma estrela, que por ser a camisa usada durante o jogo vitorioso das finais de 1999, se tornou a base dos uniformes primários na temporada seguinte.Em 2007 com a troca de fornecedor, os Stars mudaram seu uniforme. O uniforme usado em casa diz simplesmente no peito "Dallas", com o logo deslocado para os ombros e o número do jogador no peito. A cor do uniforme de casa também mudou, de verde para preto.O logo alternativo permanece nos ombros da camiseta dos jogos fora. Com a mudança de logo em 2013, introduziram-se novos uniformes voltando com o verde como primário.

### Arena

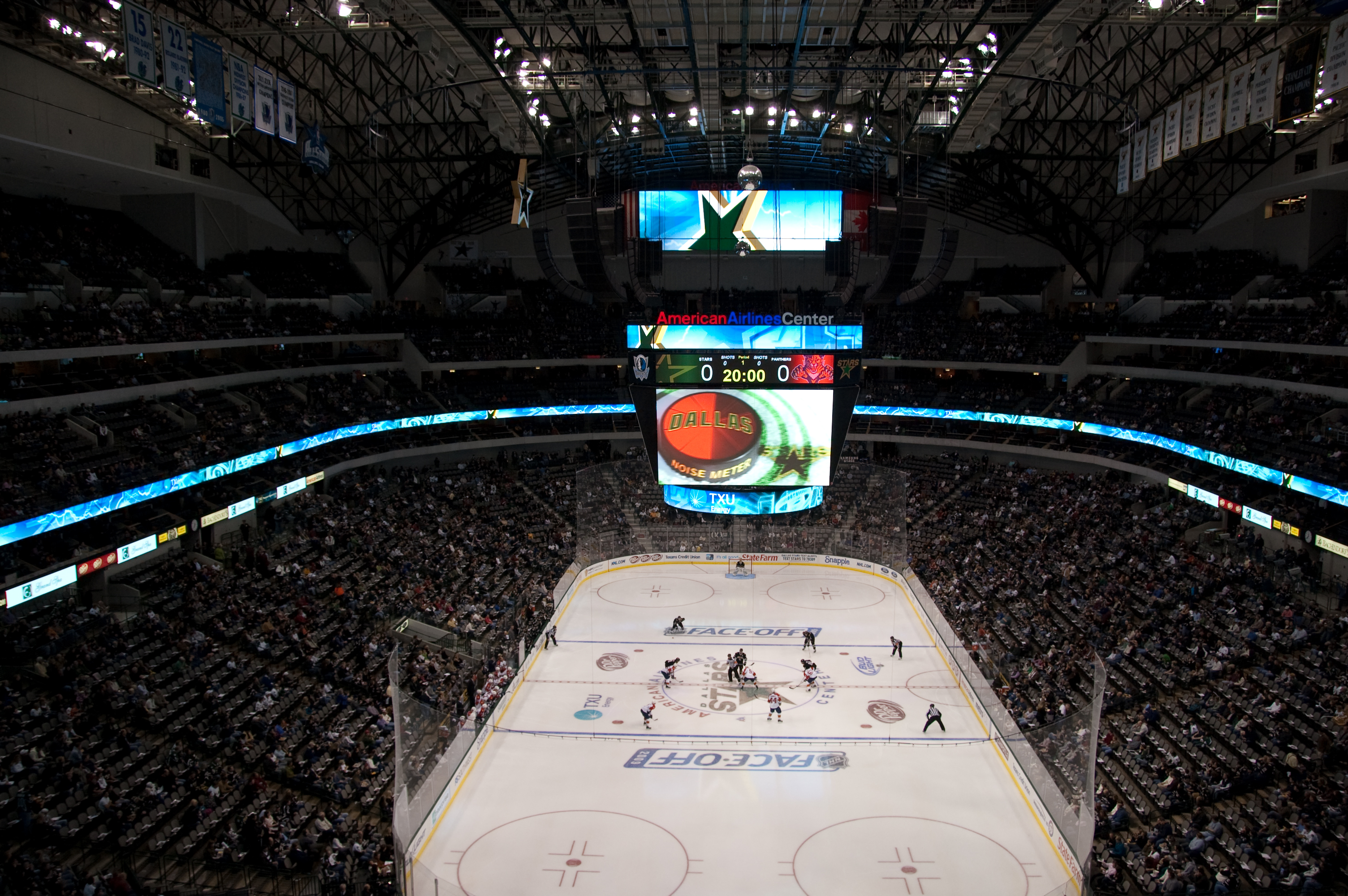
Jogo dos Stars no American Airlines Center, 2009

O Stars jogava no Reunion Arena, onde também jogava o Dallas Mavericks - mas que tinha sido construído visando hóquei - com capacidade para 17 mil pessoas, desde sua mudança em 1994, então em 2001 a equipe mudou-se para o American Airlines Center, com capacidade para até 18.500 pessoas. Tornou-se então tradicional os fãs gritarem "Stars", quando essa palavra é pronunciada durante a execução do Hino nacional dos Estados Unidos da América. A "Canção de Batalha dos Stars", gravada pelo grupo texano Pantera, é tocada toda vez que os Stars comparecem ao gelo.

### Transmissões
Todos os jogos do Dallas Stars são transmitidos na rádio WBAP. Na televisão, os jogos são transmitidos principalmente no Fox Sports Southwest (FSN). Em janeiro de 2009 o Stars e a rádio local KTCK fecharam um acordo de 5 anos para a transmissão dos jogos começando na temporada 2009-10.
O Stars é uma das três equipas desportivas profissionais (todas da NHL), e de longe a maior em mídia, a transmitir simultaneamente seus jogos na TV e na rádio. A equipe de transmissão é composta da altamente popular dupla "Ralph e Razor" (o locutor Ralph Strangis e o comentarista Daryl "Razor" Reaugh). O simulcast remonta à chegada do Stars em Dallas. Embora as dimensão do mercado e a base fã pudesse suportar transmissões separadas, o Stars manteve o "simulcast" devido a Ralph e Razor estarem entre os mais populares jornalistas esportivos (O Stars até acrescentou uma arena-rádio da dupla, disponível em 97.5FM, devido à sua popularidade).

### Associados
- AHL: Texas Stars
- ECHL: Idaho Steelheads

## Números Temporada a Temporada
Nota: j = Jogos, V = Vitórias, D = Derrotas, DP = Derrotas na Prorrogação, Pts = Pontos, GP = Gols Próprios, GS = Gols Sofridos, PEM = Penalties em Minutos
| Temporada | j                                           | v                                           | D                                           | DP                                          | Pts                                         | GP                                          | GS                                          | PEM                                         | Posição                                     | Playoffs                                                       |                                             |
| 2003-04   | 82                                          | 41                                          | 26                                          | 2                                           | 97                                          | 194                                         | 175                                         | 1143                                        | 2º, Pacífico                                | Eliminado nas Quartas-de-final de Conferência, 1-4 (Avalanche) |                                             |
| 2004-05   | Temporada cancelada pelo lockout de 2004-05 | Temporada cancelada pelo lockout de 2004-05 | Temporada cancelada pelo lockout de 2004-05 | Temporada cancelada pelo lockout de 2004-05 | Temporada cancelada pelo lockout de 2004-05 | Temporada cancelada pelo lockout de 2004-05 | Temporada cancelada pelo lockout de 2004-05 | Temporada cancelada pelo lockout de 2004-05 | Temporada cancelada pelo lockout de 2004-05 | Temporada cancelada pelo lockout de 2004-05                    | Temporada cancelada pelo lockout de 2004-05 |
| 2005-06¹  | 82                                          | 53                                          | 23                                          | 6                                           | 112                                         | 265                                         | 218                                         | 1168                                        | 1º, Pacífico                                | Eliminado nas Quartas-de-final de Conferência, 1-4 (Avalanche) |                                             |
| 2006-07   | 82                                          | 50                                          | 25                                          | 7                                           | 107                                         | 226                                         | 197                                         | -                                           | 3º, Pacífico                                | Eliminado nas Quartas-de-final de Conferência, 3-4 (Canucks)   |                                             |
| 2007-08   | 82                                          | 45                                          | 30                                          | 7                                           | 97                                          | 242                                         | 207                                         | 1162                                        | 3º, Pacífico                                | Derrotado nas finais de Conferência, 2-4 (Red Wings)           |                                             |

## Jogadores

### Elenco Atual
Em 5 de março de 2009. 
| Goleiro | Goleiro        | Goleiro        | Goleiro        | Goleiro      | Goleiro               |
| ------- | -------------- | -------------- | -------------- | ------------ | --------------------- |
| #       |                | Jogador        | catching glove | Adquirido em | Naturalidade          |
| 30      | Estados Unidos | Ben Bishop     | E              | 2017         | Denver, Colorado      |
| 35      | Rússia         | Anton Khudobin | E              | 2018         | Ust-Kamenogorsk, URSS |
| 29      | Estados Unidos | Jake Oettinger | E              | 2017         | Lakeville, Minnesota  |

| Defensores | Defensores     | Defensores       | Defensores | Defensores   | Defensores              |
| ---------- | -------------- | ---------------- | ---------- | ------------ | ----------------------- |
| #          |                | Jogador          | Shoots     | Adquirido em | Naturalidade            |
| 2          | Canadá         | Jamie Oleksiak   | E          | 2019         | Toronto, Ontario        |
| 3          | Suécia         | John Klingberg A | D          | 2010         | Lerum, Suécia           |
| 4          | Finlândia      | Miro Heiskanen   | E          | 2017         | Espoo, Finlândia        |
| 5          | Eslováquia     | Andrej Sekera    | E          | 2019         | Bojnice, Checoslováquia |
| 23         | Finlândia      | Esa Lindell A    | E          | 2012         | Helsinque, Finlândia    |
| 39         | Canadá         | Joel Hanley      | E          | 2018         | Keswick, Ontario        |
| 42         | Canadá         | Taylor Fedun     | D          | 2018         | Edmonton, Alberta       |
| 55         | Estados Unidos | Thomas Harley    | E          | 2019         | Syracuse, Nova York     |
| -          | Canadá         | Mark Pysyk       | D          | 2020         | Sherwood Park, Alberta  |

| Atacantes | Atacantes      | Atacantes       | Atacantes | Atacantes | Atacantes    | Atacantes                        |
| --------- | -------------- | --------------- | --------- | --------- | ------------ | -------------------------------- |
| #         |                | Jogador         | Posição   | Shoots    | Adquirido em | Naturalidade                     |
| 11        | Canadá         | Andrew Cogliano | LW        | E         | 2019         | Toronto, Ontario                 |
| 14        | Canadá         | Jamie Benn C    | C         | E         | 2009         | Pitt Meadows, Columbia Britânica |
| 15        | Canadá         | Blake ComeauA   | RW        | D         | 2018         | Meadow Lake, Saskatchewan        |
| 16        | Estados Unidos | Joe Pavelski    | RW/C      | D         | 2019         | Plover, Wisconsin                |
| 17        | Canadá         | Nick Caamano    | RW        | E         | 2016         | Ancaster, Ontario                |
| 60        | Canadá         | Ty Dellandrea   | C         | D         | 2018         | Port Perry, Ontario              |
| 18        | Canadá         | Jason Dickinson | C\LW      | E         | 2013         | Georgetown (Ontario)             |
| 27        | Rússia         | Denis Gurianov  | LW        | E         | 2015         | Togliatti, Rússia                |
| 24        | Finlândia      | Roope Hintz     | C/LW      | E         | 2015         | Tampere, Finlândia               |
| 21        | Estados Unidos | Jason Robertson | LW        | E         | 2017         | Arcadia (Califórnia)             |
| 25        | Finlândia      | Joel Kiviranta  | LW        | E         | 2019         | Vantaa, Finlândia                |
| 91        | Canadá         | Tyler Seguin A  | C         | D         | 2013         | Brampton, Ontario                |

### Capitães
Nota: Esta lista não inclui os capitães do Minnesota North Stars
- Mark Tinordi, 1993-95
- Neal Broten, 1995
- Derian Hatcher, 1995-2003
- Mike Modano, 2003-06
- Brenden Morrow, 2006- 2013
- Jamie Benn, 2013- presente

### Números Aposentados
| #  |                         | Nome             | Posição | Época     | No aposentado em        |
| -- | ----------------------- | ---------------- | ------- | --------- | ----------------------- |
| 7  | Estados Unidos          | Neal Broten      | C       | 1981-95   | 7 de fevereiro de 1998  |
| 8  | Canadá                  | Bill Goldsworthy | RW      | 1967-77   | 15 de fevereiro de 1992 |
| 26 | Finlândia               | Jere Lehtinen    | RW      | 1995–2010 | 24 de novembro de 2017  |
| 9  | Estados Unidos          | Mike Modano      | C       | 1988-2010 | 8 de março de 2014      |
| 19 | Canadá · Estados Unidos | Bill Masterton   | C       | 1967-68   | 17 de janeiro de 1987   |

### Líderes de Estatísticas
Nota: Pos = Posição, J = Jogos, G = Gols, A = Assistências, Pts = Pontos, P/J = Pontos por jogo, * = Atual jogador do Stars
| Jogador         | Pos | J     | G   | A   | Pts   | P/J  |
| --------------- | --- | ----- | --- | --- | ----- | ---- |
| Mike Modano     | C   | 1,459 | 557 | 802 | 1,359 | 0.93 |
| Neal Broten     | C   | 867   | 274 | 593 | 867   | 1.00 |
| Brian Bellows   | LW  | 753   | 342 | 380 | 722   | 0.96 |
| Jamie Benn*     | LW  | 814   | 300 | 388 | 688   | 0.85 |
| Dino Ciccarelli | RW  | 602   | 332 | 319 | 651   | 1.08 |
| Bobby Smith     | C   | 572   | 185 | 369 | 554   | 0.97 |
| Sergei Zubov    | D   | 839   | 111 | 442 | 553   | 0.66 |
| Dave Gagner     | C   | 609   | 247 | 287 | 534   | 0.88 |
| Brenden Morrow  | LW  | 835   | 243 | 285 | 528   | 0.63 |
| Jere Lehtinen   | RW  | 875   | 243 | 271 | 514   | 0.59 |

| Jogador          | Pos | G   |
| ---------------- | --- | --- |
| Mike Modano      | C   | 557 |
| Brian Bellows    | LW  | 342 |
| Dino Ciccarelli  | RW  | 332 |
| Jamie Benn*      | LW  | 300 |
| Neal Broten      | C   | 274 |
| Bill Goldsworthy | RW  | 267 |
| Dave Gagner      | C   | 247 |
| Jere Lehtinen    | RW  | 243 |
| Brenden Morrow   | LW  | 243 |
| Steve Payne      | LW  | 228 |

| Jogador         | Pos | A   |
| --------------- | --- | --- |
| Mike Modano     | C   | 802 |
| Neal Broten     | C   | 593 |
| Sergei Zubov    | D   | 442 |
| Jamie Benn*     | LW  | 388 |
| Brian Bellows   | LW  | 380 |
| Bobby Smith     | C   | 369 |
| Dino Ciccarelli | RW  | 319 |
| Tim Young       | C   | 316 |
| Craig Hartsburg | D   | 315 |
| Tyler Seguin*   | C   | 291 |

### Recordes Individuais
- Mais Gols em uma temporada: Dino Ciccarelli(1981-82); Brian Bellows(1989-90), 55
- Mais assistências em uma temporada: Neal Broten(1985-86), 76
- Mais pontos em uma temporada: Bobby Smith(1981-82), 114
- Mais minutos de penalidade em uma temporada: Basil McRae(1987-88), 378
- Mais pontos em uma temporada, Defensor: Craig Hartsburg(1981-82), 77
- Mais pontos em uma temporada, novato: Neal Broten(1981-82), 98
- Mais vitórias em uma temporada: Marty Turco(2005-06), 41
- Mais Shutouts em uma temporada: Marty Turco(2003-04), 9